# Siêu cúp Bóng đá Quốc gia 2019
Siêu cúp Bóng đá Quốc gia 2019 (tên chính thức là Siêu cúp Bóng đá Quốc gia – Cúp THACO 2019 vì lý do tài trợ) là trận bóng đá diễn ra lần thứ 21 của Siêu Cúp bóng đá Quốc gia. Trận đấu diễn ra vào ngày 1 tháng 3 năm 2020 giữa hai đội bóng Hà Nội (Vô địch V.League 2019, Cúp Quốc gia 2019, đương kim vô địch Siêu cúp Quốc gia 2018) và Thành phố Hồ Chí Minh (Á quân V.League 2019) trên Sân vận động Thống Nhất. Trận đấu do Công ty VPF và Báo Tiền Phong đồng tổ chức.

## Thông tin trận đấu

### Tổ chức
Ban tổ chức trận đấu phải lùi trận tranh Siêu cúp sang ngày 1 tháng 3 năm 2020 vì lo ngại dịch viêm đường hô hấp cấp do chủng mới của virus corona. Không có khán giả nào được phép vào sân theo dõi trận đấu, tuy nhiên mỗi đội tham dự vẫn được cử 100 cổ động viên vào sân cổ vũ.

### Giải thưởng
- Đội đoạt Siêu cúp: Cúp, huy chương và tiền thưởng 300.000.000 VNĐ
- Á quân: 200.000.000 VNĐ
- Cầu thủ ghi bàn thắng đầu tiên: 10.000.000 VNĐ
- Cầu thủ xuất sắc nhất trận: 10.000.000 VNĐ.

### Phát sóng
- Truyền hình: VTV6
- Nền tảng số: Báo điện tử VTV News, ứng dụng VTV Go, ứng dụng VTV Sports, ứng dụng VTV Giải Trí và Youtube Next Sports.

## Nhà tài trợ
- Tài trợ kim cương: THACO
- Nhà tài trợ trang phục kiêm Đơn vị tổ chức trận đấu: Báo Tiền Phong.

## Chi tiết trận đấu
| Thành phố Hồ Chí Minh | 1–2                      | Hà Nội                                |
| --------------------- | ------------------------ | ------------------------------------- |
| Cộng Phượng 19'       | Chi tiết FULL HIGHLIGHTS | Công Thành 30' (l.n.) · Pape Omar 44' |

| Thành phố Hồ Chí Minh | Hà Nội |

| GK               | 35 | Bùi Tiến Dũng      |         |     |
| RB               | 2  | Ngô Tùng Quốc      |         |     |
| CB               | 44 | Papé Diakité       |         |     |
| CB               | 15 | Nguyễn Hữu Tuấn    |         |     |
| LB               | 71 | Nguyễn Công Thành  |         | 64' |
| CM               | 7  | Sầm Ngọc Đức       |         |     |
| CM               | 9  | Ngô Hoàng Thịnh    |         |     |
| CM               | 28 | Phạm Công Hiển     |         | 46' |
| RW               | 10 | Trần Phi Sơn (C)   |         |     |
| LW               | 21 | Nguyễn Công Phượng | 19' 77' |     |
| ST               | 99 | Amido Balde        | 50'     | 74' |
| Dự bị:           |    |                    |         |     |
| GK               | 1  | Nguyễn Thanh Thắng |         |     |
| CB               | 5  | Ngô Viết Phú       |         |     |
| ST               | 11 | Nguyễn Xuân Nam    |         | 74' |
| LB               | 12 | Lê Đức Lương       |         |     |
| LW               | 16 | Võ Huy Toàn        |         | 46' |
| RB               | 19 | Lê Văn Sơn         |         |     |
| CB               | 20 | Vũ Ngọc Thịnh      |         |     |
| RW               | 39 | Phạm Văn Thành     |         |     |
| CM               | 81 | Vũ Anh Tuấn        |         | 64' |
| Huấn luyện viên: |    |                    |         |     |
| Chung Hae-seong  |    |                    |         |     |

| GK               | 30 | Nguyễn Văn Công      |     |     |
| RB               | 13 | Trần Văn Kiên        |     | 70' |
| CB               | 16 | Nguyễn Thành Chung   | 50' |     |
| CB               | 28 | Đỗ Duy Mạnh          |     | 6'  |
| LB               | 45 | Lê Văn Xuân          |     |     |
| CM               | 8  | Moses Oloya          | 89' |     |
| CM               | 15 | Phạm Đức Huy         | 84' |     |
| AM               | 29 | Ngân Văn Đại         |     | 77' |
| AM               | 88 | Đỗ Hùng Dũng         | 31' |     |
| AM               | 10 | Nguyễn Văn Quyết (C) |     |     |
| ST               | 20 | Pape Omar Faye       | 44' |     |
| Dự bị:           |    |                      |     |     |
| RB               | 4  | Nguyễn Văn Dũng      |     |     |
| CB               | 6  | Đậu Văn Toàn         |     |     |
| LM               | 11 | Phạm Thành Lương     |     |     |
| CB               | 18 | Đinh Tiến Thành      |     |     |
| RW               | 19 | Nguyễn Quang Hải     |     | 70' |
| GK               | 33 | Phí Minh Long        |     |     |
| CM               | 51 | Lê Xuân Tú           |     |     |
| CB               | 68 | Bùi Hoàng Việt Anh   |     | 6'  |
| CM               | 74 | Trương Văn Thái Quý  |     | 77' |
| Huấn luyện viên: |    |                      |     |     |
| Chu Đình Nghiêm  |    |                      |     |     |

| Cầu thủ xuất sắc nhất trận: Đỗ Hùng Dũng Các trợ lý trọng tài: Nguyễn Chí Trường Lê Xuân Hùng Trọng tài thứ tư: Nguyễn Ngọc Châu Giám sát trọng tài: Trần Khánh Hưng Giám sát trận đấu: Nguyễn Nam Tiến | Điều lệ trận đấu - 90 phút thi đấu chính thức. - Sút luân lưu nếu tỷ số hòa sau hai hiệp chính. - 9 cầu thủ dự bị, thay tối đa là 3 cầu thủ. - Mỗi đội được phép sử dụng ba cầu thủ ngoại binh và 1 cầu thủ gốc nước ngoài nhập tịch. |

### Thông số trận đấu
| Thống kê                      | Thành phố Hồ Chí Minh FC | Hà Nội FC |
| ----------------------------- | ------------------------ | --------- |
| Bàn thắng                     | 1                        | 2         |
| Sút bóng                      | 7                        | 5         |
| Số cú sút trúng đích          | 3                        | 3         |
| Tỷ lệ kiểm soát bóng          | 51%                      | 49%       |
| Phạt góc                      | 4                        | 4         |
| Phạm lỗi                      | 19                       | 18        |
| Việt vị                       | 0                        | 7         |
| Thẻ vàng                      | 2                        | 3         |
| Thẻ đỏ                        | 0                        | 0         |
| Nguồn tham khảo:bongdaplus.vn |                          |           |

| Siêu cúp bóng đá Việt Nam năm 2019 Nhà vô địch |
| ---------------------------------------------- |
| Hà Nội Vô địch lần thứ 3                       |